# Pendulo Studios
Pendulo Studios est une société espagnole de jeux vidéo basée à Madrid. Fondée par trois amis en 1994, cette société a produit sept jeux d'aventure point'n click sur PC : Igor, Hollywood Monsters, la trilogie Runaway, The Next BIG Thing ainsi que Yesterday.

## Histoire
Igor est leur premier jeu d'aventure. En dépit de son excellente réalisation, il leur faudra attendre Hollywood Monsters pour obtenir une certaine renommée (ce jeu n'a été distribué qu'en Espagne). En 2003, Runaway est vendu dans le monde entier : c'est un succès, qui connaîtra deux suites : Runaway 2: The Dream of the Turtle en 2006, puis Runaway: A Twist of Fate en 2009.
En avril 2010, Pendulo Studios et son éditeur Focus Home Interactive ont annoncé un projet de jeu d'aventure développé par Pendulo, intitulé The Next BIG Thing. Le jeu gardera le même esprit que la série Runaway, notamment par ses multiples références à l'industrie du cinéma. La société espère réunir des fonds en 2012 pour le développement de Day One, mais n'atteignant qu'un peu plus de 48 000 euros en financement participatif sur les 300 000 euros espérés après deux mois, le projet est reporté.
Le 18 octobre 2012, le jeu Hidden Runaway sort en exclusivité sur iPhone et iPad, une aventure à base de puzzles, de mini-jeux et d'objets cachés se déroulant quelques années après la fin de Runaway 3 et narrant sous un autre jour l'histoire de Brian et Gina.
En 2014, Pendulo Studios quitte Focus pour Microïds. Le premier jeu pour ce nouvel éditeur, Yesterday Origins, sort en 2016.
En 2019, Pendulo Studios et Microïds présentent Blacksad: Under the Skin. Adapté de la série de bande dessinée Blacksad, le jeu est prévu pour le 5 novembre 2019.

## Titres développés par Pendulo Studios
| Année   | Titre                                                           | Genre                   | Plates-formes                                                        | Distributeur           |
| ------- | --------------------------------------------------------------- | ----------------------- | -------------------------------------------------------------------- | ---------------------- |
| 1994    | Igor: Objective Uikokahonia                                     | Aventure, Point & Click | Windows                                                              | Dinamic Software       |
| 1997    | Hollywood Monsters                                              | Aventure, Point & Click | Windows                                                              | Dinamic Software       |
| 2003    | Runaway: A Road Adventure                                       | Aventure, Point & Click | Windows, PlayStation 2, iOS                                          | Focus Home Interactive |
| 2006    | Runaway 2: The Dream of the Turtle                              | Aventure, Point & Click | Windows, Nintendo DS, Wii                                            | Focus Home Interactive |
| 2009    | Runaway: A Twist of Fate                                        | Aventure, Point & Click | Windows, Nintendo DS, iOS                                            | Focus Home Interactive |
| 2011    | The Next BIG Thing                                              | Aventure, Point & Click | Windows, Macintosh, iOS                                              | Focus Home Interactive |
| 2012    | Yesterday                                                       | Aventure, Point & Click | Windows, iOS, Android                                                | Focus Home Interactive |
| 2012    | Hidden Runaway                                                  | Aventure, Point & Click | iOS                                                                  | Bulkypix               |
| reporté | Day One                                                         | Aventure, Point & Click |                                                                      |                        |
| 2016    | Yesterday Origins                                               | Aventure, Point & Click | Windows,Playstation 4, Xbox One, Macintosh, Switch                   | Microïds               |
| 2019    | Blacksad: Under the Skin (en collaboration avec Ys Interactive) | Aventure, Point & Click | Windows,Playstation 4, Xbox One, Switch                              | Microïds               |
| 2021    | Alfred Hitchcock Vertigo                                        | Aventure, Point & Click | Windows                                                              | Microïds               |
| 2023    | Tintin Reporter - Les Cigares du Pharaon                        | Aventure, Action        | Windows, Playstation 4, Xbox One, Switch, Playstation 5, Xbox Series | Microïds               |